# 基特里亚诺波利斯
基特里亚诺波利斯是巴西塞阿拉州的一个市镇。总面积1040.955平方公里，总人口20029人，人口密度19.2人/平方公里。